# Грозавешти (Олт)
Грозавешти (рум. Grozăvești) насеље је у Румунији у округу Олт у општини Драгичени. Oпштина се налази на надморској висини од 139 m.

## Становништво
Према подацима из 2002. године у насељу је живело 660 становника, од којих су сви румунске националности.